# 19 Дракона
19 Дракона, 19 Draconis, сокращ. 19 Dra — спектрально-двойная звезда в циркумполярном созвездии Дракона. 19 Дракона является обозначением Флемстида, хотя у звезды также есть обозначение Байера — h Дракона, (латинизированный вариант лат. h Draconis). Звезда имеет видимую звёздную величину +4.89m
, и, согласно шкале Бортля, видна невооружённым глазом на пригородном/городском небе (англ. Suburban/urban transition).
Из измерений параллакса, полученных во время миссии Hipparcos, известно, что звезда удалена примерно на 59,3 ± 0,4 св. лет (18,2 ± 0,1 пк) от Земли. Звезда наблюдается севернее 25° ю.ш, то есть видна севернее шт. Сан-Паулу в Бразилии, севернее Северо-Капской провинции, севернее шт. Квинсленд в Австралии. Таким образом, звезда хорошо видна в северной приполярной области неба, круглый год.
19 Дракона движется весьма быстро относительно Солнца, чем остальные звёзды: её радиальная гелиоцентрическая скорость: −23 км/с, что вдвое быстрее скорости местных звёзд Галактического диска, а также это значит, что звезда приближается к Солнцу. Сама звезда движется на северо-восток.

## Свойства кратной системы
19 Дракона представляет собой двойную систему, в которой два компонента вращаются вокруг общего центра масс (барицентра) с периодом 52,1 д. и эксцентриситетом около 0,22. Первичная звезда может быть обнаружена напрямую через доплеровские сдвиги или смещения вокруг барицентра системы. Используя спектроскопию и астрометрию, можно определить природу вторичной звезды. Они вращающиеся вокруг барицентра, на угловом расстоянии в среднем не менее 20,0 секунд дуги, что на расстоянии 50,0 св. лет соответствует физическому размеру большой полуоси порядка 0,3 а.е. (то есть несколько ближе Солнцу, чем та орбита, где в Солнечной системе находится Меркурий, чьё расстояние до Солнца равно 0,39 а.е.). Звёзды, то сближаются на минимальное расстояние 0,23 а.е., то удаляются на максимальное расстояние 0,36 а.е.. Наклонение орбиты в системе 19 Дракона довольно большое — 90,5 °, то есть мы «видим» систему «лежащую на боку», как это наблюдается с Земли.
19 Дракона демонстрирует лёгкую переменность: во время наблюдений яркость звезды меняется на несколько сотых величин, но без какой-либо периодичности, тип переменной также не установлен, хотя скорее всего она является переменной звездой типа Дельты Щита. Звезды подобного класса являются представителями галактического диска (плоская компонента) и феноменологически близки к переменным типа SX Феникса.
Возраст 19 Дракона оценивается в 4,7 млрд. лет, то есть почти солнечный.

### Компонент A
19 Дракона A — карлик, спектрального класса F8V, что указывает на то, водород в ядре звезды служит ядерным «топливом», то есть звезда находится на главной последовательности. Звезда излучает энергию со своей внешней атмосферы при эффективной температуре около 6298 К, что придаёт ей характерный жёлто-белый цвет звезды спектрального класса F.
Масса звезды чуть больше, чем солнечная и составляет: 1,04 {\displaystyle M_{\bigodot }}. В связи с небольшим расстоянием до звезды её радиус может быть измерен непосредственно. Его угловой размер равен 0,7 mas, а это значит что на таком расстоянии её абсолютный радиус почти равен радиусу Солнца и составляет 1,04 {\displaystyle R_{\bigodot }}, то есть несколько больший, чем радиус Солнца. Также звезда почти вдвое ярче нашего Солнца, её светимость составляет 2,02 {\displaystyle L_{\bigodot }}. Для того чтобы планета, аналогичная нашей Земле, получала бы примерно столько же энергии, сколько она получает от Солнца, её надо было бы поместить на расстоянии 1,4 а.е., то есть чуть меньше того расстояния, где в Солнечной системе находится Марс, чья большая полуось равна 1,52 а.е. Причём с такого расстояния, 19 Дракона A выглядела бы почти на 10 % меньше нашего Солнца, каким мы его видим с Земли — 0,45° (угловой диаметр нашего Солнца — 0,5°).
Звезда имеет поверхностную гравитацию 4,36 СГС или 229,1 м/с2, то есть несколько меньше, чем на Солнце (274,0 м/с2). Звезды, имеющие планеты, имеют тенденцию иметь большую металличность по сравнению Солнцем, но 19 Дракона A имеет практически такое же значение металличности: содержание железа в ней относительно водорода составляет 101 % от солнечного значения. Однако содержание таких элементов как магний и медь составляет от 60 % до 83 %. Скорость вращения звезды равна 13 км/с, что даёт период вращения звезды порядка 4 дней.

### Компонент B
19 Дракона B — скорее всего является звездой спектрального класса M. Хотя спектральный класс звезды точно не установлен, её светимость указывает не данный класс звёзд. Масса звезды равна 0,37 {\displaystyle M_{\bigodot }}, а радиус равен 0,3 {\displaystyle R_{\bigodot }}. Также звезда гораздо тусклее нашего Солнца, её светимость составляет 0,02 {\displaystyle L_{\bigodot }}.

## Ближайшее окружение звезды
Следующие звёздные системы находятся на расстоянии в пределах 20 световых лет от звезды 19 Дракона (включены только: самая близкая звезда, самые яркие (<6,5m) и примечательные звёзды). Их спектральные классы приведены на фоне цвета этих классов (эти цвета взяты из названий спектральных типов и не соответствуют наблюдаемым цветам звёзд):
| Звезда        | Спектральный класс | Расстояние, св. лет |
| 26 Дракона    | G0 Va              | 5,55                |
| Глизе 685     | M1e V              | 5,67                |
| HD 158633     | K0V                | 8,00                |
| GRW +70 8247  | DXP5 wd            | 11,72               |
| DN Дракона    | DAV4 wd            | 14,15               |
| BY Дракона    | K6e V              | 16,91               |
| HD 154345     | G8 V               | 19,50               |
| Тета Волопаса | F7 V               | 19,53               |
| 44 Волопаса   | F9n V              | 19,58               |

Рядом со звездой, на расстоянии 20 световых лет, есть ещё порядка 20 красных, оранжевых карликов и жёлтых карликов спектрального класса G, K и M, а также 5 белых карликов которые в список не попали.